# مگدا زوبانسکی
مگدا زوبانسکی (به انگلیسی: Magda Szubanski) (زاده ۱۲ آوریل ۱۹۶۱) بازیگر، کمدین و مجری انگلیسی - استرالیایی است.

## بخشی از فیلمشناسی
از فیلم‌ها یا برنامه‌های تلویزیونی که وی در آن نقش داشته‌است می‌توان به آثار زیر اشاره کرد.
- بیب (فیلم) (۱۹۹۵)
- خوش‌قدم (۲۰۰۶) صداپیشه
- دکتر پلونک (۲۰۰۷)
- قطب‌نمای طلایی (۲۰۰۷)
- خوش قدم ۲ (۲۰۱۱) صداپیشه
- سه تابستان
- ایزدبانو (۲۰۱۳)
- مثل یک دختر سواری کن (۲۰۱۹)